# Atna Peaks
Atna Peaks ist ein 4225 m hoher Schichtvulkan in den Wrangell Mountains nahe der Grenze von Alaska zum kanadischen Territorium Yukon.
Atna Peaks liegt rund 10 km nordöstlich des Mount Blackburn und 39 km nordwestlich von McCarthy im Wrangell-St.-Elias-Nationalpark.
Die Erstbesteigung fand 1965 durch Alex Bittenbinder, Don Stockard und Vin Hoeman statt.
Benannt wurde Atna Peaks 1965 vom Mountaineering Club of Alaska nach dem Namen der Ureinwohner Alaskas für den Copper River, am Rande von dessen Einzugsgebiet der Berg liegt.